# Злота-Гура (Лодзинське воєводство)
Злота-Гура (пол. Złota Góra) — село в Польщі, у гміні Скомлін Велюнського повіту Лодзинського воєводства.
У 1975-1998 роках село належало до Серадзького воєводства.